# Nikolaj Soechanov

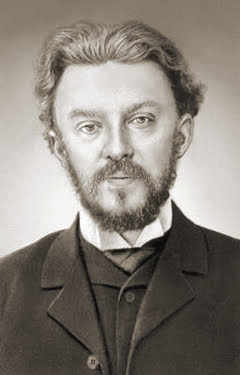
Nikolaj Soechanov

Nikolaj Nikolajevitsj Soechanov (Russisch: Николай Николаевич Суханов), officieel Nikolaj Nikolajevitsj Himmer (Гиммер) (Moskou, 9 december 1882 – Omsk, 29 juni 1940) was een Russisch schrijver, journalist en mensjewiek.

## Biografie
Nikolaj Soechanov werd geboren in Moskou. In zijn middelbareschooltijd werd hij lid van een socialistische groepering en later van de Sociaal-Revolutionaire Partij. 
Op het einde van 1902 studeerde hij in Parijs. Daar luisterde hij naar lezingen van Lenin, Martov, Trotski en Tsjernov. 
In 1903 ging hij voor de economische afdeling in Moskou werken. In 1904 werd hij gearresteerd voor het bezit van illegale literatuur. Hij kreeg daarvoor een gevangenisstraf van één jaar, die hij uitzat in de Tagankagevangenis in Moskou. Na zijn vrijlating nam hij deel aan de eerste revolutie van 1905-07. Hij droeg bij aan het tijdschrift Roesskoje Bogatstvo (Russische rijkdom) en schreef verschillende boeken over landbouweconomie.
In 1910 werd hij opnieuw gearresteerd. Hij ging in ballingschap in Archangelsk. In 1913 keerde hij terug naar Sint-Petersburg. Hij werd redacteur van de tijdschriften Sovremennik en Letopis. Hij was voor vrijheid van meningsuiting en hij opteerde voor een einde aan politieke censuur in kranten en boeken. Hij was ook fel gekant tegen een oorlog tussen Rusland en Duitsland.
In de eerste maanden van de Revolutie van 1917 werd hij gekozen tot lid van het Uitvoerend Comité van de Sovjet van Petrograd en speelde een belangrijke rol bij het tot stand komen van de eerste Voorlopige Regering. Hij was in die periode ook redacteur bij de Novaja Zjizn.
Als pleitbezorger van vredesonderhandelingen met Duitsland stond hij lijnrecht tegenover de oorlogspolitiek van Pavel Miljoekov en Aleksandr Kerenski.  
Na de Oktoberrevolutie werd Soechanov een felle criticus van het Bolsjewistische regime. In 1922 publiceerde hij een 700 bladzijden lang ooggetuigenverslag van de gehele periode van de Revolutie van 1917, The Russian Revolution, 1917: A Personal Record. In 1931 belandde hij voor de derde keer in de gevangenis wegens vermeende contrarevolutionaire activiteiten. 
In 1940 werd hij op bevel van Jozef Stalin doodgeschoten.